# Hana Netrefová
Hana Netrefová rozená Černá (* 17. května 1974 Brno) je bývalá česká plavecká reprezentantka, která startovala na třech olympijských hrách.

## Plavecká kariéra
Startovala zejména v delších závodech volným způsob (400 a 800 m) a jako všestranná plavkyně zejména v polohových závodech. Závodila za Sportovní klub policie v Brně. Na domácí scéně vybojovala na různých distancích v dlouhém i krátkém bazénu celkem 129 titulů mistryně republiky. .
Na olympijských hrách reprezentovala v letech 1992, 1996 a 2000. Nejlepších umístění dosahovala na trati 400 metrů polohově, kde obsadila postupně 14., 10. a 9. místo.
Medailově se prosazovala na evropských šampionátech: v roce 1993 na mistrovství Evropy v Sheffieldu vybojovala na své oblíbené delší polohovce bronz, stejně jako o čtyři roky později na Seville a v roce 1999 v Istanbulu. V krátkém bazénu získala v roce 1998 svůj jediný evropský titul. Šest medailí vybojovala také na Univerziádě.
I po ukončení aktivní kariéry zůstala s plaváním úzce spojena, často se také účastní akcí zaměřených na propagaci plavání a sportu vůbec mezi mládeží a handicapovanými lidmi.  

## Osobní život
Hana je vdaná za Pavla Netrefu a má dceru Lucii a syna Michala. Po ukončení plavecké kariéry učila na vysoké škole programování a pracuje v IT společnosti.